# Jeanine Hennis-Plasschaert

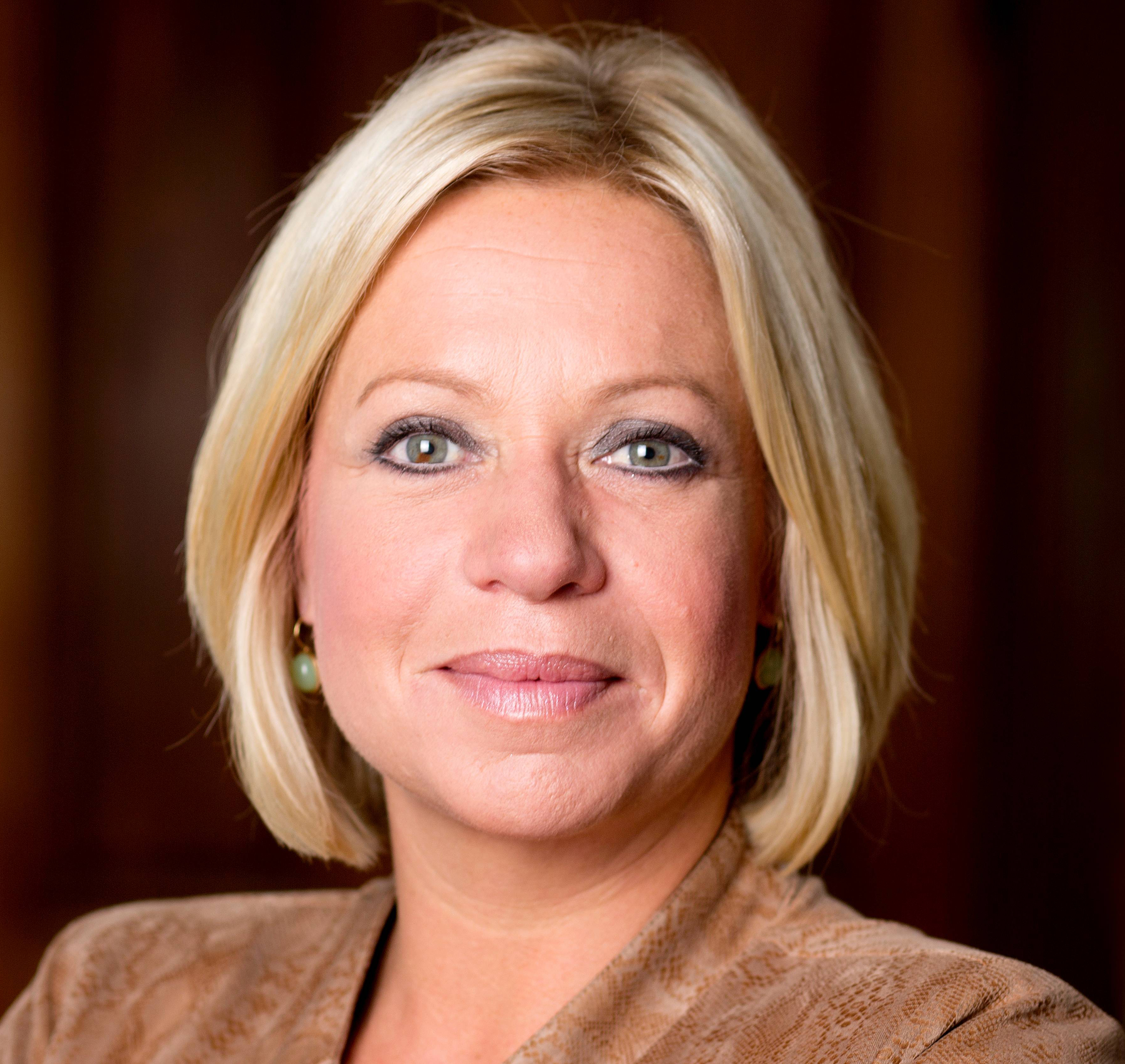
Jeanine Hennis-Plasschaert (2015)

Jeanine Antoinette Hennis-Plasschaert (* 7. April 1973 in Heerlen) ist eine niederländische Politikerin der liberalen Volkspartij voor Vrijheid en Democratie (VVD). Sie war vom 5. November 2012 bis zum 4. Oktober 2017 niederländische Verteidigungsministerin. Seit 2018 ist sie für die Vereinten Nationen tätig, bis 2024 als UN-Sonderbeauftragte für den Irak und seither als UN-Sonderkoordinatorin für den Libanon.

## Leben
Nach ihrer Schulzeit am St. Antonius Kolleg in Gouda studierte sie an der European Secretarial Academy in Utrecht und war anschließend bei der Europäischen Kommission beschäftigt.
Seit der Europawahl 2004 war Hennis-Plasschaert Abgeordnete der VVD im Europäischen Parlament und dort Mitglied der liberalen Fraktion ALDE. Bei der Europawahl 2009 wurde sie wiedergewählt. Als EU-Abgeordnete war Hennis-Plasschaert zunächst Mitglied im Ausschuss für Verkehr und Fremdenverkehr und seit 2007 im Ausschuss für bürgerliche Freiheiten, Justiz und Inneres. Hier war sie die zuständige Berichterstatterin zum umstrittenen SWIFT-Abkommen, das auf ihren Vorschlag hin am 11. Februar 2010 vom Europäischen Parlament mit 378 zu 196 Stimmen abgelehnt wurde.
Bei den niederländischen Parlamentswahlen 2010 erreichte Hennis-Plasschaert einen Sitz in der Zweiten Kammer der Generalstaaten und legte daraufhin ihr Mandat im Europäischen Parlament nieder.  Am 5. November 2012 wurde sie als erste Frau zur Verteidigungsministerin der Niederlande im Kabinett Rutte II. Am 4. Oktober 2017 trat sie aufgrund eines kritischen Berichts des Untersuchungsrates für Sicherheit bezüglich eines Mörserunfalls während der Militärmission in Mali, bei dem zwei Soldaten gestorben sind, zurück.
Von 2018 bis 2024 war sie UN-Sonderbeauftragte für den Irak und damit einhergehend Leiterin der Unterstützungsmission der Vereinten Nationen im Irak (UNAMI). Im Mai 2024 wurde sie von UN-Generalsekretär António Guterres als Nachfolgerin der Polin Joanna Wronecka zur UN-Sonderkoordinatorin für den Libanon (UNSCOL) ernannt.
Hennis-Plasschaert ist verheiratet mit Erik-Jan Hennis.